# Marcuskirche (Langenfeld)

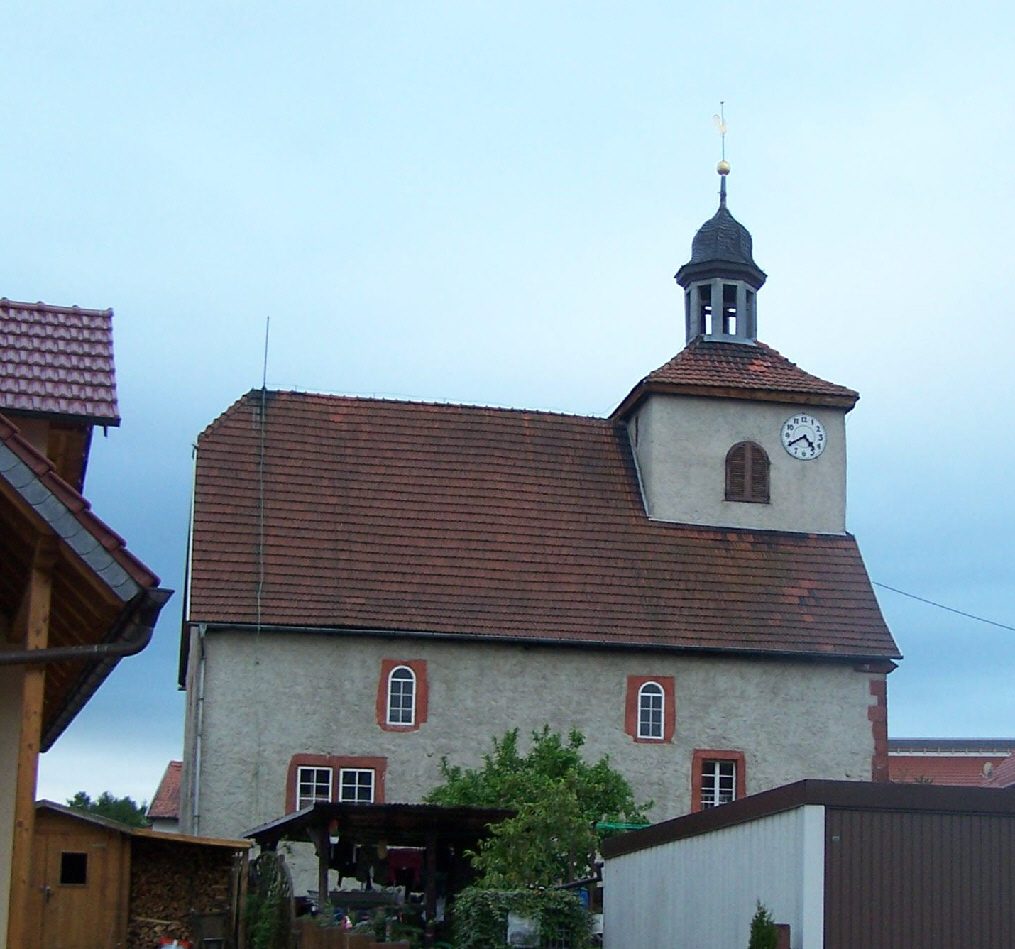
Marcuskirche

Die evangelisch-lutherische, denkmalgeschützte Marcuskirche steht in Langenfeld, ein Stadtteil der Stadt Bad Salzungen im Wartburgkreis in Thüringen. Die Kirchengemeinde Langenfeld gehört zur Pfarrei Tiefenort-Bad Salzungen II im Kirchenkreis Bad Salzungen-Dermbach der Evangelischen Kirche in Mitteldeutschland.

## Architektur und Ausstattung
Die Saalkirche wurde im 14. Jahrhundert gebaut und 1529 verändert. 1700 wurde die Kirche geostet, wie eine Inschrift im Portal belegt. Die verputzte Kirche hat teilweise Ecksteine, romanische Trichterfenster und eine steinerne, überdachte Treppe. Auf ihrem Krüppelwalmdach erhebt sich im Westen ein Dachturm, der mit einem Pyramidendach bedeckt ist, das eine offene Laterne trägt.
Der Innenraum hat zweigeschossige Emporen. Das hölzerne Tonnengewölbe ist mit Engeln bemalt. Hinter einer Gittertür verbirgt sich ein spitzbogiges Sakramentshaus. Die hölzerne Kanzel ist aus dem 19. Jahrhundert. Sie befindet sich auf einer steinernen Säule aus dem 17. Jahrhundert.
Die Orgel mit 10 Registern, verteilt auf ein Manual (Principal 8', Gedackt 8', Octava 4', Klein Gedackt 4', Octava 2', Sifflöte 1', Terzian II 1 3/5', Mixtur III) und ein Pedal (Subbaß 16', Oktavbaß 8') wurde 1870 von Johann Andreas Hoffmann gebaut.